# Touch Me (I Want Your Body)

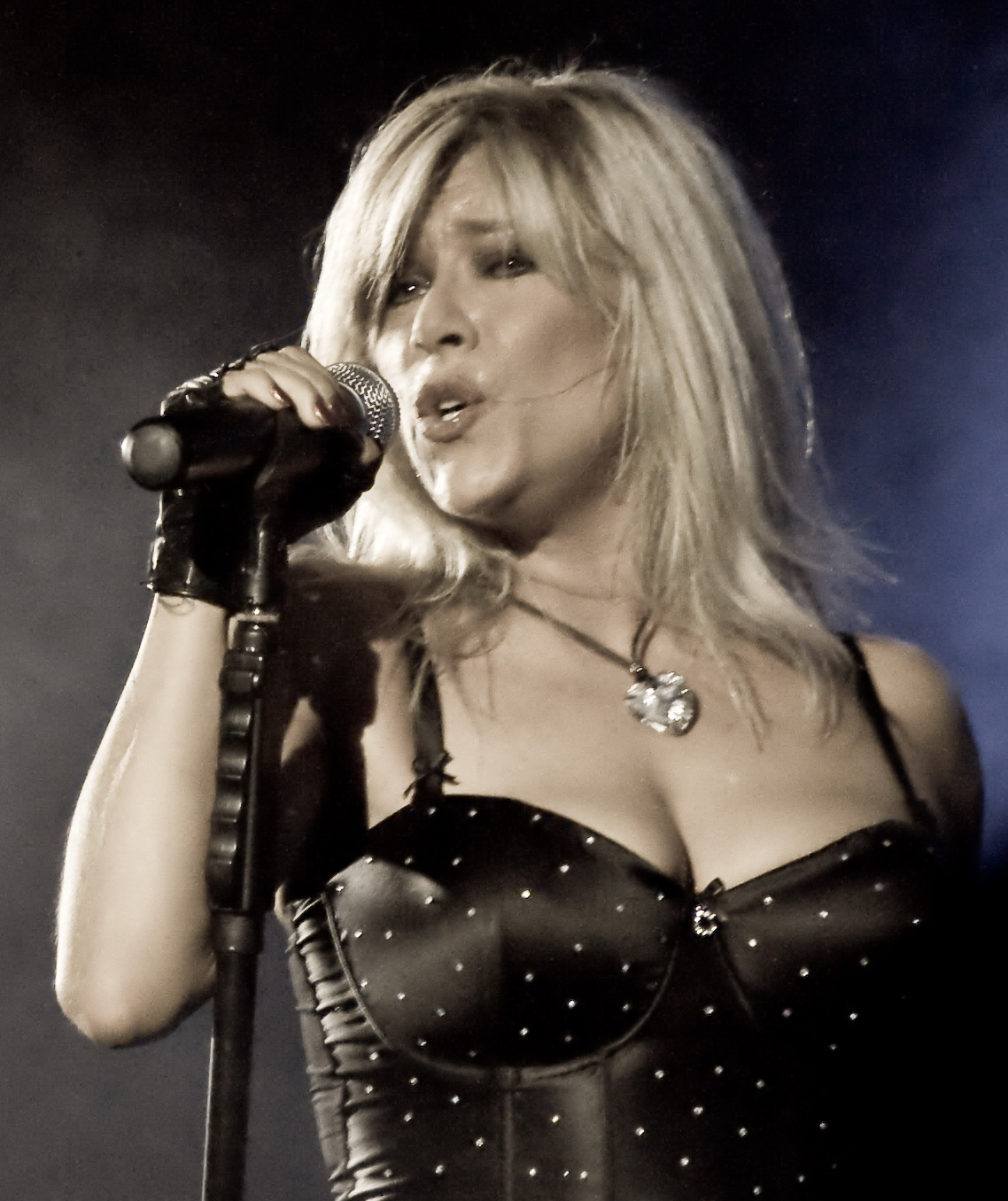
Samantha Fox singt ihren Hit Touch Me (I Want Your Body)

Touch Me (I Want Your Body) ist ein Lied von der britischen Popsängerin Samantha Fox aus dem Jahre 1986. Das Lied wurde von Jon Astrop, Pete Q. Harris und Mark Shreeve geschrieben. Es wurde im März 1986 als erstes Lied von ihrem Debütalbum Touch Me ausgekoppelt.
Die Single wurde ein weltweiter Erfolg und ist bis heute Fox’ bekannteste und erfolgreichste Single. Unter anderem erreichte Touch Me (I Want Your Body) Platz 4 in den US-amerikanischen Billboard Hot 100, Platz 3 in ihrer Heimat Großbritannien und wurde ein Nummer-eins-Hit in Australien, Kanada, Norwegen, Schweden und der Schweiz. In Kanada stand ihr Titel für sieben aufeinanderfolgenden Wochen auf Platz 1, in Schweden sogar acht Wochen.

## Inhalt und Musikvideo
Das Lied wurde 1986 in den Battery Studios in London aufgenommen. Touch Me (I Want Your Body) handelt von der Suche nach einem Mann und dem Wunsch nach Sex.
Das Musikvideo wurde im Frühjahr 1986 gedreht. Es zeigt, wie Samantha Fox und ihre Band das Stück auf einer Bühne vor ihrem Publikum spielen. Im Video trägt sie eine offene Jeansjacke und sehr enge Jeans, die ihre Kurven und ihren Hintern betonen sollen. Während die Band im Hintergrund der Bühne spielt, tanzt Samantha Fox im Vordergrund mit zwei Gitarristen. Einige Male geht Fox direkt ins Publikum und singt das Lied neben ihren Fans. In einer Szene des Musikvideos kommt ein Fan auf die Bühne und Fox hält ihn fest und zieht ihn dann zu sich, damit beide Körperkontakt haben, dabei tanzen beide und stellen intimen Sex nach. Danach macht Fox das gleiche bei einem der Gitarristen. In einigen Szenen des Videos schießen Paparazzi Fotos von Samantha Fox, auf denen man ihr Gesicht sieht und sie einen Orgasmus vortäuscht. In einer weiteren Szene schaukelt Fox mit einem Seil durch das Publikum. Darauffolgend macht Samantha ihren Schlagzeuger mit Wasser nass.
Der Liedtext selbst beinhaltet viele sexuelle Anspielungen: „Like a tramp in the night, I was begging for you, to treat my body like you wanted to“ und im Refrain „Touch me, touch me, I wanna feel your body, your heartbeat next to mine, touch me, touch me now!“ (deutsche Übersetzung: „Berühr' mich, berühr' mich, ich möchte deinen Körper spüren, deinen Herzschlag neben mir, berühr' mich, berühr' mich jetzt“). Außerdem sind zu Beginn des Liedes, sowie bei 2:33 einige Stöhn-Sounds von Fox zu hören.

## Versionen und Veröffentlichungen
7" Single
- a side: Touch me (I Want Your Body) (3:46)
- b side: Never Gonna Fall In Love Again (5.10)[3]

12" Single
- a side: Touch Me (I Want Your Body) (Extended Version) (5:19)
- b side: Never Gonna Fall In Love Again (5:07)[4]

## Rezeption

### Charts und Chartplatzierungen
| ChartsChartplatzierungen       | Höchstplatzierung | Wochen |
| ------------------------------ | ----------------- | ------ |
| Deutschland (GfK)              | 4 (23 Wo.)        | 23     |
| Österreich (Ö3)                | 2 (16 Wo.)        | 16     |
| Schweiz (IFPI)                 | 1 (19 Wo.)        | 19     |
| Vereinigtes Königreich (OCC)   | 3 (10 Wo.)        | 10     |
| Vereinigte Staaten (Billboard) | 4 (23 Wo.)        | 23     |

| ChartsJahrescharts (1986) | Platzierung |
| ------------------------- | ----------- |
| Deutschland (GfK)         | 7           |
| Österreich (Ö3)           | 12          |
| Schweiz (IFPI)            | 2           |

| ChartsJahrescharts (1987)      | Platzierung |
| ------------------------------ | ----------- |
| Vereinigte Staaten (Billboard) | 44          |

### Auszeichnungen für Musikverkäufe
| Land/Region                  | Auszeichnungen für Musikverkäufe (Land/Region, Auszeichnung, Verkäufe) | Verkäufe |
| ---------------------------- | ---------------------------------------------------------------------- | -------- |
| Frankreich (SNEP)            | Silber                                                                 | 250.000  |
| Kanada (MC)                  | Platin                                                                 | 100.000  |
| Vereinigtes Königreich (BPI) | Silber                                                                 | 250.000  |
| Insgesamt                    | 2× Silber · 1× Platin ·                                                | 600.000  |